# 295 a.C.

## Eventos
- Continua a Terceira Guerra Samnita
- Quinto Fábio Máximo Ruliano, pela quinta vez, e Públio Décio Mus, pela quarta vez, cônsules romanos.

## Mortes
- Euclides de Alexandria, matemático (n. 360 a.C.)
- Tessalónica da Macedónia, princesa grega